# St. Crucis (Landsberg)

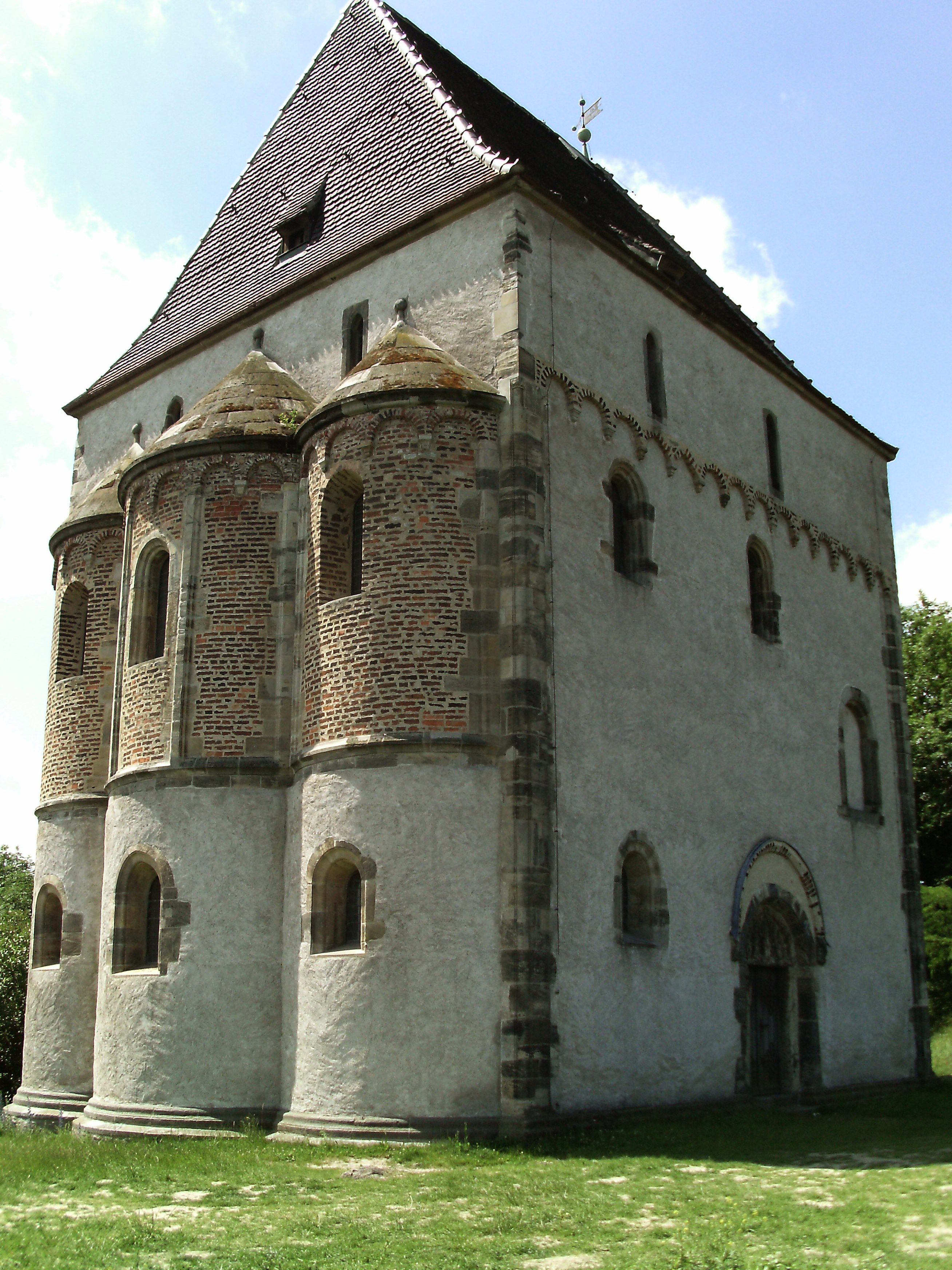
St. Crucis in Landsberg

St. Crucis ist eine denkmalgeschützte evangelische Kapelle in der Stadt Landsberg in Sachsen-Anhalt. Die Kirche ist eine Station der Straße der Romanik.

## Geschichte
Die Kapelle befindet sich auf dem Kapellenberg, einer Porphyrkuppe in Landsberg. Einst stand auf dem Kapellenberg die Burg Landsberg. Die Kapelle ist der einzige erhaltene Rest dieser Burg, die um 1514 zerstört wurde. Erbaut wurde die vom Haus Wettin gestiftete Kapelle im Jahr 1170. Es handelt sich bei ihr um eine Doppelkapelle, in der der Gottesdienst zwischen Herrschaft und Dienerschaft räumlich getrennt war. Die beiden Stockwerke sind durch eine annähernd quadratische Öffnung in der Mitte und ein Treppenhaus an der Südseite verbunden. Die drei ebenfalls zweigeschossigen Apsiden sind gleich hoch.
Die Bauform der Doppelkapelle  war typisch für Burgen und Klöster der Stauferzeit. Beim Bau der Kapelle wurden Backsteine verwendet, was ungewöhnlich für die Gegend ist. Die Qualität der Bauplastik (Kapitelle, Tympanon und Pfosten des Nordportals) ist sehr hoch.
Renovierungen erfolgten 1861 (neuer Schiefer-Gips-Fußboden des Untergeschosses mit Sternenmuster) und seit 1993.
Im örtlichen Denkmalverzeichnis ist die Kapelle unter der Erfassungsnummer 094 55189 als Baudenkmal verzeichnet.

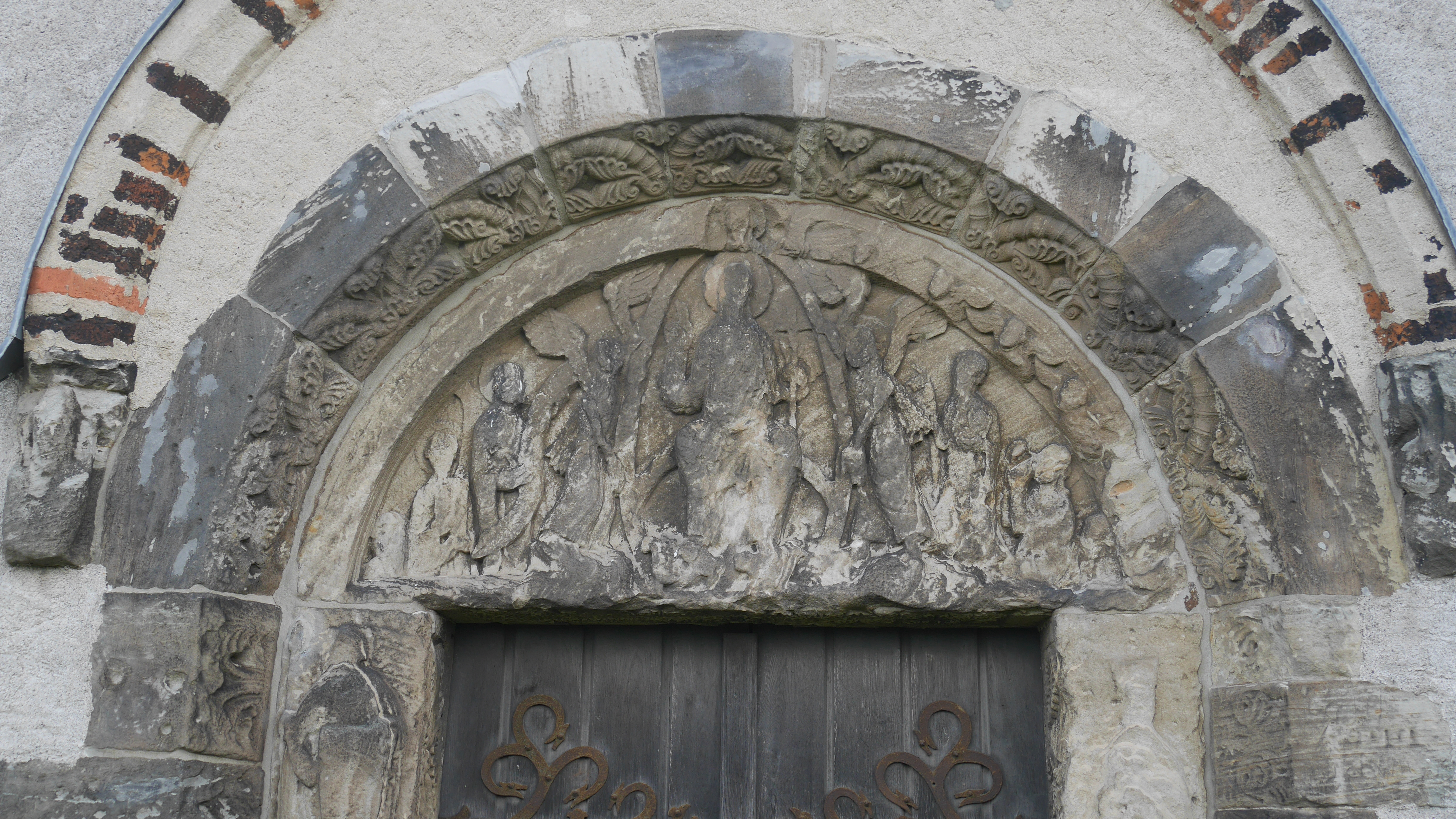
Bogenfeld
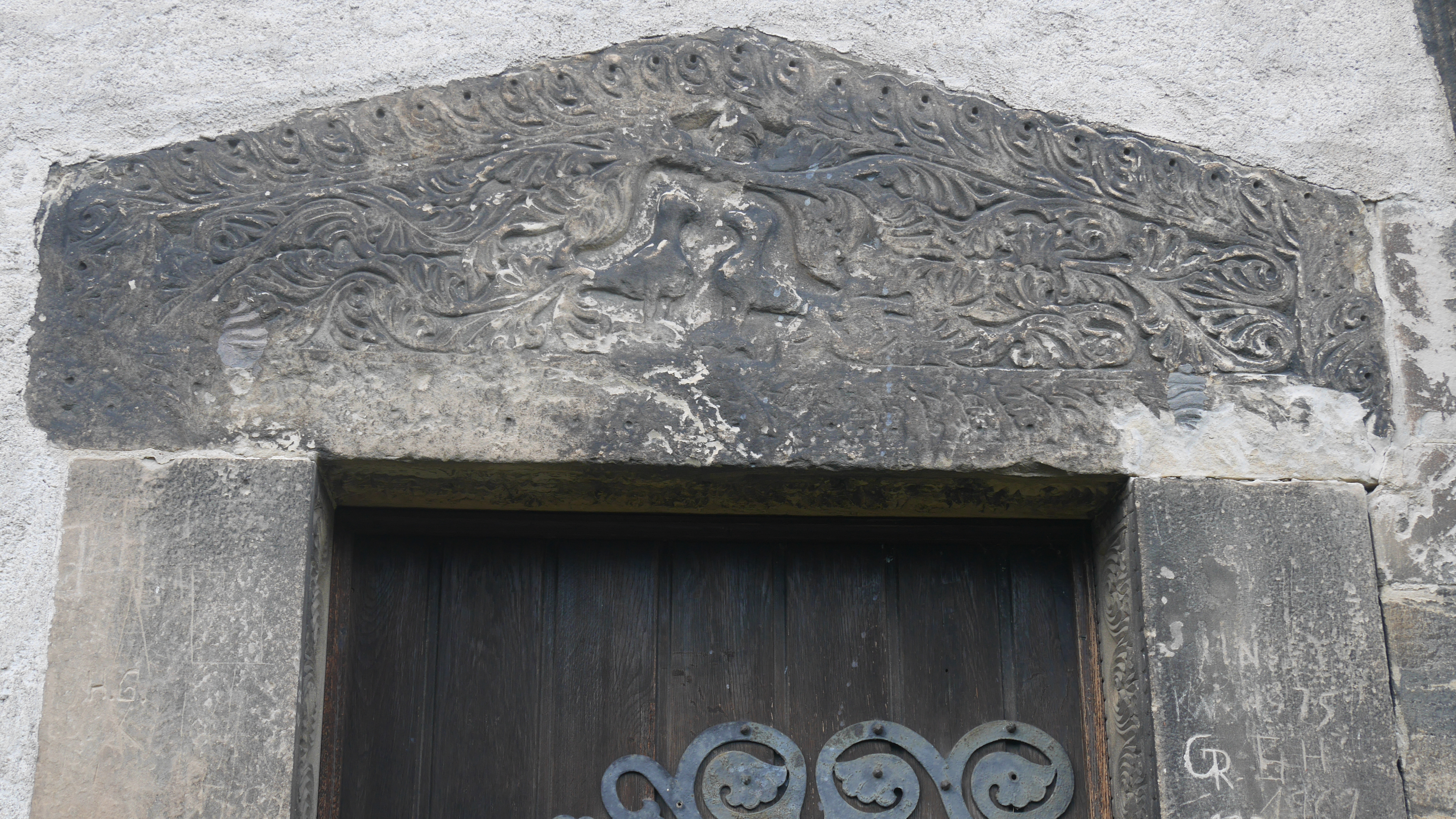
Türsturz
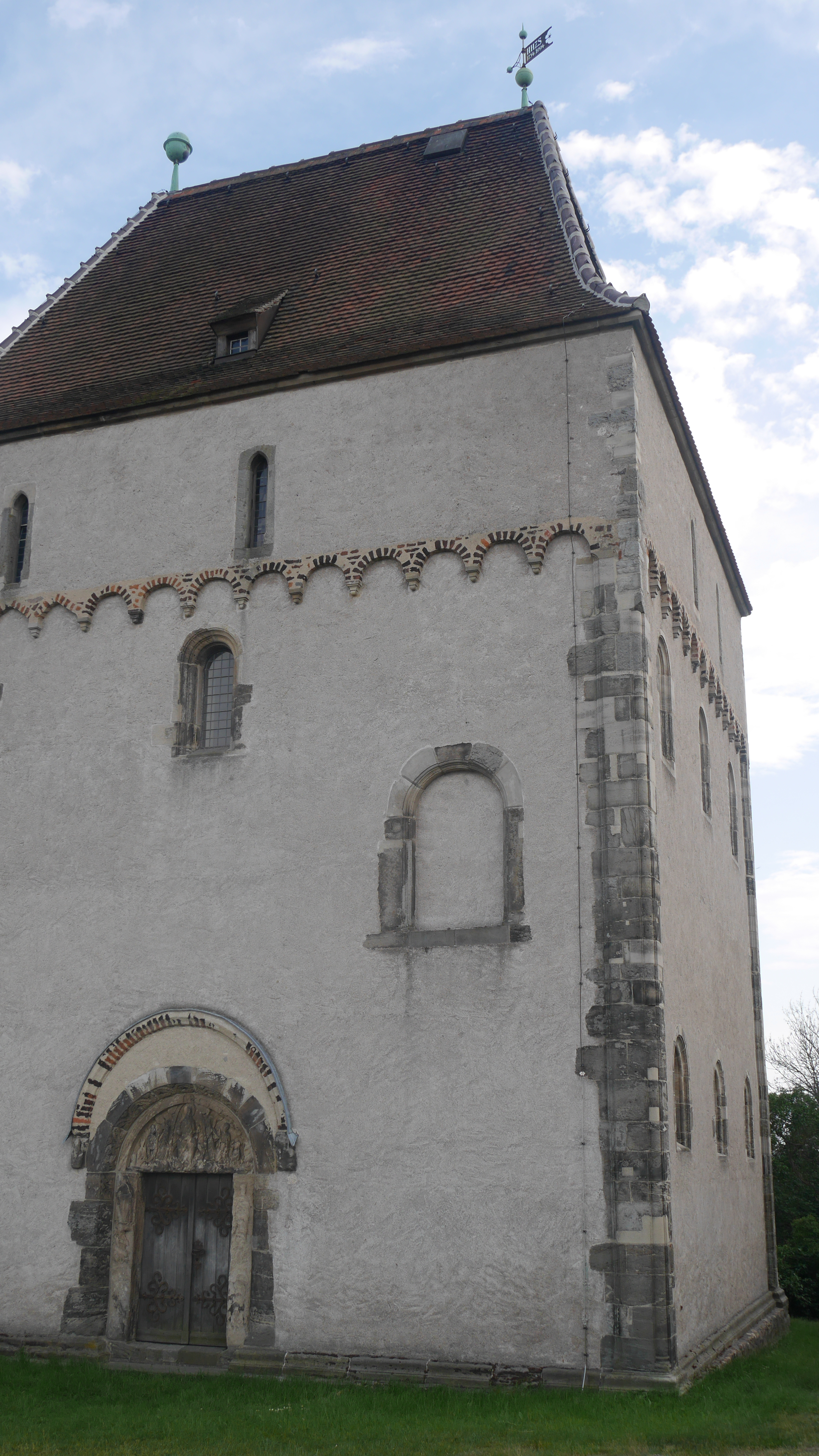
Rundbogenfries
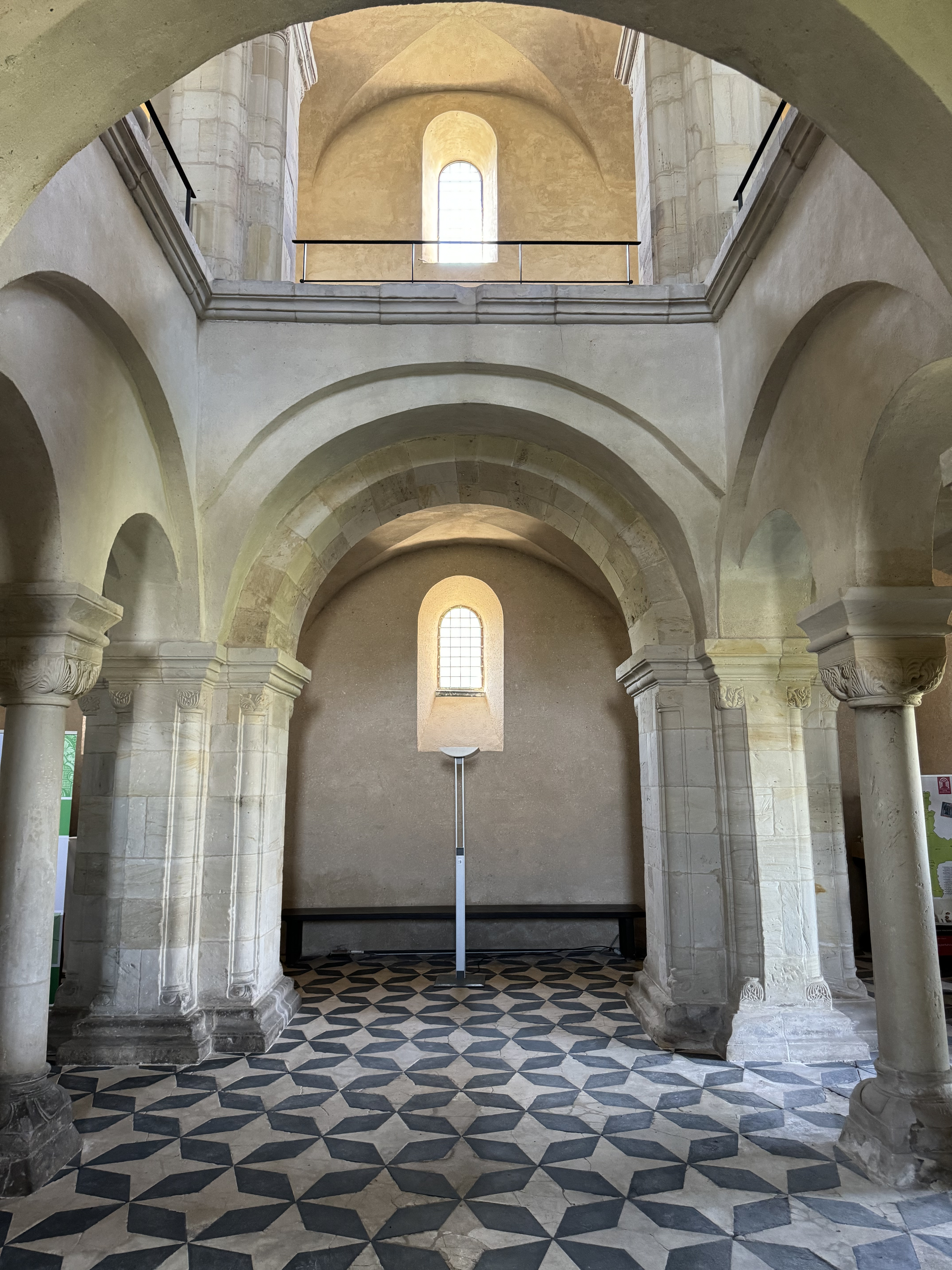
Innenansicht Erdgeschoss
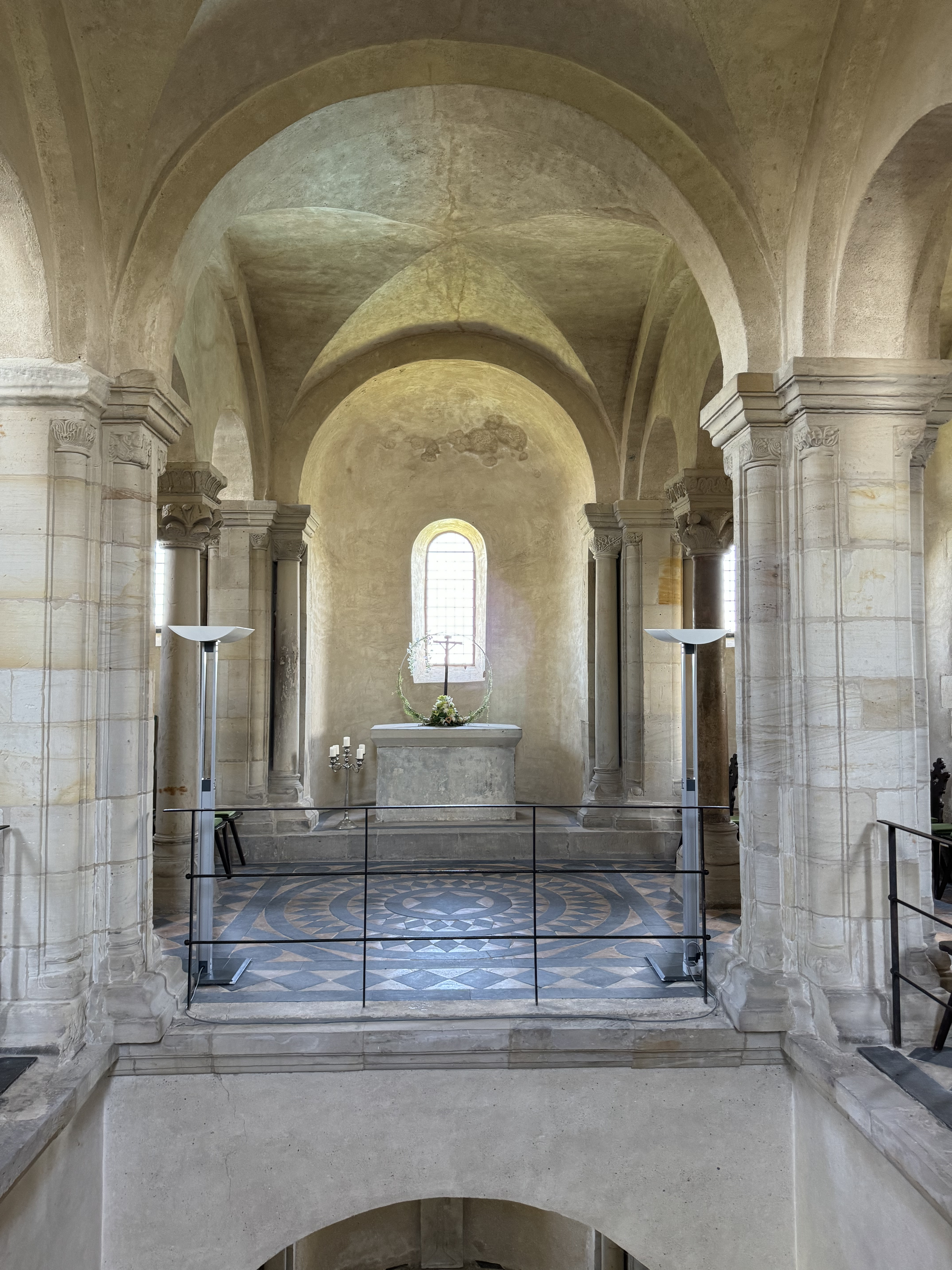
Innenansicht Obergeschoss